# Józef Maria Bocheński
Józef Maria Bocheński, o Innocentius Bochenski (Czuszów, 30 agosto 1902 – Friburgo, 8 febbraio 1995), è stato un filosofo, storico della logica e domenicano polacco, entrato nell'Ordine di San Domenico nel 1927. Fu professore al Colegium Angelicum di Roma nel periodo 1935-1940, e professore all'Università di Friburgo.
Era un discepolo di Jan Łukasiewicz e dedicò gran parte del suo lavoro alla logica, evidenziando la sua dedizione all'analogia, e allo stesso tempo facendo risaltare la sua ricerca storica sulla logica dell'antichità, in particolare quella di Teofrasto e della logica orientale, e valorizzando soprattutto la logica scolastica dei secoli XIII e XIV.
Fondò e diresse l'Ost Europa Institut di Friburgo, dedicato allo studio critico e all'analisi della filosofia sovietica contemporanea.
Pubblicò numerosi articoli sulla logica e la filosofia, in particolare sulla scolastica, e diresse la Bibliographische Einführungen. Le sue opere furono pubblicate in Polonia solo dopo il 1989.

## Biografia
Figlio di un grande proprietario terriero, fratello maggiore di Adolf Maria Bocheński, Aleksander Bocheński e Olga Zawadzka, Bocheński si diplomò al liceo di Leopoli nel 1920 e si arruolò volontario nella guerra polacco-sovietica del 1920 contro la Russia bolscevica, combattendo nell'8º reggimento Lancieri. Studiò quindi giurisprudenza all'Università Jan Kazimierz di Lviv e dopo due anni si trasferì a Poznań, dove per 4 anni studiò economia ed economia politica sotto la supervisione, tra gli altri, di Florian Znaniecki e Czesław Znamierowski. Durante gli studi, si associò a gruppi monarchici, diventando anche presidente dell'Organizzazione giovanile monarchica.
Nei disordini sociali e politici dell'epoca, Bocheński trovò sostegno nella religione cristiana: su sollecitazione di padre Jacek Woroniecki, nel 1926 entrò nel seminario di Poznań e nel 1927 nell'Ordine dei Domenicani. Ricevette il nome religioso “Innocentius”, motivo per cui su alcuni libri di Bocheński compaiono le iniziali “IM” (invece di “JM”).
Dopo il noviziato (1927/28), iniziò per conto dell'ordine gli studi di filosofia e pedagogia presso l'Università di Friburgo (Svizzera). Conseguì il dottorato nel 1931 e quello in teologia a Roma presso la Pontificia Università San Tommaso d'Aquino con la dissertazione De cognitione exsistentiae Dei per viam causalitatis relative ad fidem catholicam. Insegnò poi logica all'Angelicum di Roma per sei anni, sino al 1940. In questo periodo ci furono intensi contatti con la scuola analitica polacca. Nel 1938 completò la sua abilitazione presso l'Università di Cracovia.
Durante la seconda guerra mondiale prestò servizio come cappellano nelle truppe polacche; fu fatto prigioniero durante l'invasione tedesca della Polonia, ma riuscì a fuggire e raggiungere Roma. Si arruolò nell'esercito del governo polacco in esilio, del quale fu cappellano in Francia, poi in Inghilterra. Prese parte alla campagna d'Italia del 1943-1944, in particolare alla battaglia di Montecassino.
Nel 1945 gli venne offerta la cattedra di Storia della filosofia del xx secolo all'Università di Friburgo, della quale divenne rettore dal 1964 al 1966. Fondò e diresse l'Istituto dell'Europa dell'Est a Friburgo (1958 -1972), pubblicò la rivista Studi sul pensiero sovietico e una serie di lavori sui fondamenti della filosofia marxista. Conosciuto per la sua energia sconfinata e forme di comportamento non convenzionali, quando aveva quasi 70 anni ottenne la licenza di pilota. Andò in pensione nel 1972.
Accettò più volte incarichi di visiting professor, soprattutto negli Stati Uniti (Università di Notre Dame, Università della California a Los Angeles, Università di Pittsburgh, Università del Kansas, Università di Alberta a Edmonton) e all'Università di Salisburgo. Gli sono stati conferiti dottorati onorari presso le università di Buenos Aires, Notre Dame (USA) e Milano. Successivamente fu consulente per vari governi, tra cui quelli della Germania occidentale, del Sudafrica, degli Stati Uniti, dell'Argentina e della Svizzera.
Nominato cittadino onorario della città di Friburgo nel 1960, fu mediatore durante l'occupazione dell'ambasciata polacca a Berna nel 1982. Il 3 maggio 1987 fu insignito della Croce di Commendatore dell'Ordine di Polonia Restituta dalle autorità della Repubblica di Polonia in esilio. Nel 1994 diventò membro straniero dell'Accademia polacca delle scienze. Nel 1990 ebbe il dottorato onorario dall'Università Jagellonica.

## Commemorazione
Con delibera del 18 ottobre 2019, il Senato della Repubblica di Polonia del 9º mandato decise di istituire il 2020 come Anno di Padre Józef Maria Bocheński. Nel febbraio 2020 ebbe luogo la prima dello spettacolo  Negocjator del Television Theatre a lui dedicato.

## Opere selezionate
La bibliografia delle pubblicazioni di Bocheński comprende circa 1.000 voci, tra cui molte edizioni di libri in varie lingue. Questo elenco presenta una selezione di libri:
- Elementa logicae graecae, 1937
- De cognitione exsistentiae Dei per viam causalitatis relatae ad fidem catholicam, Poznań, 1936
- S. Thomae Aq. 1940
- De modalibus 1940
- La logique de Théophraste 1947
- Europäische Philosophie der Gegenwart, Francke, Bern 1947
- On Analogy, 1948
- Précis de logique mathématique, 1949
- Der sowjetrussische dialektische Materialismus (Diamat), 1950
- Ancient Formal Logic, 1951
- Die zeitgenössischen Denkmethoden, Monaco 1954; UTB, Stoccarda 1993 ISBN 3-7720-1202-7
- The Problem of Universals: A Symposium, Bocheński, J. M.; Church, A.; Goodman, N., Aquinas Symposium, Department of Philosophy of the University of Notre Dame, marzo 1956, Notre Dame Press, 1956
- Formale Logik, Alber Freiburg/München 1956 ISBN 3-495-48071-4
- The Logic of Religion, 1965
- Die dogmatischen Grundlagen der sowjetischen Philosophie, 1958
- Handbuch des Weltkommunismus, 1958
- Wege zum philosophischen Denken. Einführung in die Grundbegriffe, Herder, Freiburg im Breisgau 1959 ISBN 978-3-451-04020-7
- Logisch-philosophische Studien. Mit Aufsätzen von P. Banks, Albert Menne, I.Thomas u. J. M. Bocheński ihm selbst: Alber, Freiburg/München 1959
- Bibliographie der sowjetischen Philosophie / Bibliography of Soviet Philosophy I–VII. Dordrecht, D. Reidel, 1959–1968
- Grundriß der Logistik, 1954
- Philosophy. An Introduction, 1962
- Why studies in Soviet Philosophy, 1963
- Logik der Religion, 1968
- Wissenschaft und Glaube, 1969, in: L. Reinisch: Grenzen der Erkenntnis
- Marxismus-Leninismus, 1973
- Was ist Autorität? Einführung in die Logik der Autorität, 1974
- Selbstdarstellung. In: Ludwig J. Pongratz: Philosophie in Selbstdarstellungen. Band I. Meiner, Hamburg 1975
- Erinnerungen eines Logikers, 1983, in: Logisches Philosophieren: Festschrift für Albert Menne zum 60. Geburtstag. Mit einleitenden Erinnerungen von I. M. Bocheński. Olms, Hildesheim/ Zürich/ New York 1983, ISBN 3-487-07421-4
- Autorität, Freiheit, Glaube. Sozialphilosophische Studien, 1988
- Marxismo-leninismo. Scienza o fede? , 1988
- La catastrofe del pacifismo, 1989
- Manuale della saggezza di questo mondo, casa editrice Philed, 1992
- Gottes Dasein und Wesen, Logische Studien zur Summa Theologiae I, qq.2–11. Philosophia Verlag, Reihe Analytica, 2003
- Lettere a mio padre, Wydawnictwo Salwator, 2007
- Il significato della vita e altri saggi , 1993 (polacco), casa editrice Antyk - Marcin Dybowski, 2008
- Ricordi, Casa editrice Nadar, 1994, Casa editrice Antyk – Marcin Dybowski, 2008
- Schizzi sul nazionalismo polacco e sul cattolicesimo, Casa editrice Antyk - Marcin Dybowski, 1995, 1999, 2008
- Handbuch der weltlichen Weisheit, Pigmentar GmbH, Bad Sassendorf, 2015 ISBN 978-3-945692-02-8
- Hundert Aberglauben, Pigmentar GmbH, Bad Sassendorf, 2017 ISBN 978-3-945692-10-3
- Militärethik im Überblick, Pigmentar GmbH, Bad Sassendorf, 2018, ISBN 978-3-945692-12-7